# Robyn Regehr
Robyn Regehr, född 18 april 1980, är en kanadensisk före detta professionell ishockeyback. Han draftades i första rundan av Colorado Avalanche som 19:e totalt vid NHL Entry Draft 1998 men blev trejdad till Calgary Flames innan sin professionella karriär. Han spelade också för Buffalo Sabres. Han spelade 1 089 matcher i NHL och vann Stanley Cup med Los Angeles Kings 2014 under sin 15:e säsong i ligan. Han var också med i Kanada vid Olympiska vinterspelen 2006 och han vann silver vid JVM och VM samt guld med Kanada vid World Cup 2004.

## Spelarkarriär
Robyn Regehrs föräldrar (Ron och Edith Regehr) var missionärer och han växte upp i Brasilien, Indonesien och Kanada. Regehr är den enda spelaren i NHL som är född i Brasilien.
Regehr valdes i första rundan i NHL-draften 1998 av Colorado Avalanche som 19:e spelare totalt. Han blev dock bortbytt innan han hann spela en enda match för Avalanche. 28 februari 1999 skickades Regehr, René Corbet och Wade Belak till Calgary Flames i utbyte mot Theoren Fleury och Chris Dingman.
1999 var Regehr med om en bilolycka där två människor dog och han själv skadades. Efter lång rehabilitering kunde han debutera i NHL för Calgary Flames säsongen 1999–00. Det blev 57 matcher under den säsongen och han gjorde 12 poäng. 
Regehr var sedan dess ordinarie i Flames backuppställning. Hans stora genombrott kom säsongen 2003–04 då Flames för första gången på flera år tog sig till slutspel. I slutspelet tog man sig också mycket överraskande till final, där man dock förlorade mot Tampa Bay Lightning med 4-3 i matcher efter en mycket jämn serie. Regehr bildade tillsammans med Jordan Leopold Flames första backpar, och han utmärkte sig genom sitt starka och uppoffrande spel. Några månader efter slutspelet blev han uttagen i Kanadas landslag till World Cup i ishockey 2004, en turnering som slutade med guld. 
Efter lockouten 2004–05 infördes nya regler som skulle främja det offensiva spelet och stävja spelförstörande moment. Säsongen 2005–06 fortsatte Regehr dock att vara en av ligans bästa defensiva backar, och med sina tacklingar och sitt hårda arbete var han en nyckelspelare i Flames. Han gjorde också 26 poäng under säsongen vilket var personligt rekord.
Robyn Regehr deltog i VM-turneringarna 2000 och 2005, varav den senare gav ett silver. Han spelade också i Kanadas landslag under OS i Turin 2006.
Sommaren 2011 skulle Regehr återförenas med sin backpartner Jordan Leopold från Stanely Cup-finalen 2004 då han blev bortbytt till storsatsande Buffalo Sabres.

## Statistik

### Klubbkarriär
| 1996–97    | Kamloops Blazers  | WHL        | 64    | 4  | 19  | 23  | 96  | 5  | 0 | 1  | 1  | 18 |
| 1997–98    | Kamloops Blazers  | WHL        | 65    | 4  | 10  | 14  | 120 | 5  | 0 | 3  | 3  | 8  |
| 1998–99    | Kamloops Blazers  | WHL        | 54    | 12 | 20  | 32  | 130 | 12 | 1 | 4  | 5  | 21 |
| 1999–00    | Saint John Flames | AHL        | 5     | 0  | 0   | 0   | 0   | —  | — | —  | —  | —  |
| 1999–00    | Calgary Flames    | NHL        | 58    | 5  | 7   | 12  | 46  | —  | — | —  | —  | —  |
| 2000–01    | Calgary Flames    | NHL        | 71    | 1  | 3   | 4   | 70  | —  | — | —  | —  | —  |
| 2001–02    | Calgary Flames    | NHL        | 78    | 2  | 6   | 8   | 93  | —  | — | —  | —  | —  |
| 2002–03    | Calgary Flames    | NHL        | 76    | 0  | 12  | 12  | 87  | —  | — | —  | —  | —  |
| 2003–04    | Calgary Flames    | NHL        | 82    | 4  | 14  | 18  | 74  | 26 | 2 | 7  | 9  | 20 |
| 2005–06    | Calgary Flames    | NHL        | 68    | 6  | 20  | 26  | 67  | 7  | 1 | 3  | 4  | 6  |
| 2006–07    | Calgary Flames    | NHL        | 78    | 2  | 19  | 21  | 75  | 1  | 0 | 0  | 0  | 0  |
| 2007–08    | Calgary Flames    | NHL        | 82    | 5  | 15  | 20  | 79  | 7  | 0 | 2  | 2  | 2  |
| 2008–09    | Calgary Flames    | NHL        | 75    | 0  | 8   | 8   | 73  | —  | — | —  | —  | —  |
| 2009–10    | Calgary Flames    | NHL        | 81    | 2  | 15  | 17  | 80  | —  | — | —  | —  | —  |
| 2010–11    | Calgary Flames    | NHL        | 79    | 2  | 15  | 17  | 58  | —  | — | —  | —  | —  |
| 2011–12    | Buffalo Sabres    | NHL        | 76    | 1  | 4   | 5   | 56  | —  | — | —  | —  | —  |
| 2012–13    | Buffalo Sabres    | NHL        | 29    | 0  | 2   | 2   | 21  | —  | — | —  | —  | —  |
| 2012–13    | Los Angeles Kings | NHL        | 12    | 0  | 2   | 2   | 2   | 18 | 0 | 1  | 1  | 6  |
| 2013–14    | Los Angeles Kings | NHL        | 79    | 3  | 11  | 14  | 46  | 8  | 0 | 2  | 2  | 7  |
| 2014–15    | Los Angeles Kings | NHL        | 67    | 3  | 10  | 13  | 45  | —  | — | —  | —  | —  |
| NHL totalt | NHL totalt        | NHL totalt | 1 089 | 36 | 163 | 199 | 972 | 66 | 3 | 15 | 18 | 41 |

### Internationellt
| År            | Lag           | Turnering     |    | Matcher | Mål | Assist | Poäng | Utv |
| ------------- | ------------- | ------------- | -- | ------- | --- | ------ | ----- | --- |
| 1999          | Kanada        | JVM           | 7  | 0       | 0   | 0      | 2     |     |
| 2000          | Kanada        | VM            | 6  | 0       | 0   | 0      | 2     |     |
| 2004          | Kanada        | WCH           | 6  | 0       | 0   | 0      | 6     |     |
| 2005          | Kanada        | VM            | 9  | 0       | 0   | 0      | 4     |     |
| 2006          | Kanada        | OS            | 6  | 0       | 1   | 1      | 2     |     |
| Junior totalt | Junior totalt | Junior totalt | 7  | 0       | 0   | 0      | 2     |     |
| Senior totalt | Senior totalt | Senior totalt | 27 | 0       | 1   | 1      | 16    |     |